# Gemeine Goldmakrele
Die Gemeine Goldmakrele, auch Große Goldmakrele (Coryphaena hippurus.) ist ein Fisch aus der Familie der Goldmakrelen (Coryphaenidae) und gehört zur Ordnung der Stachelmakrelenverwandten (Carangiformes). Im Englischen werden sie als „Dolphinfish“ bezeichnet, wobei keine Verwandtschaft mit Delfinen besteht, und in Teilen des Pazifiks als Mahi Mahi.

## Beschreibung

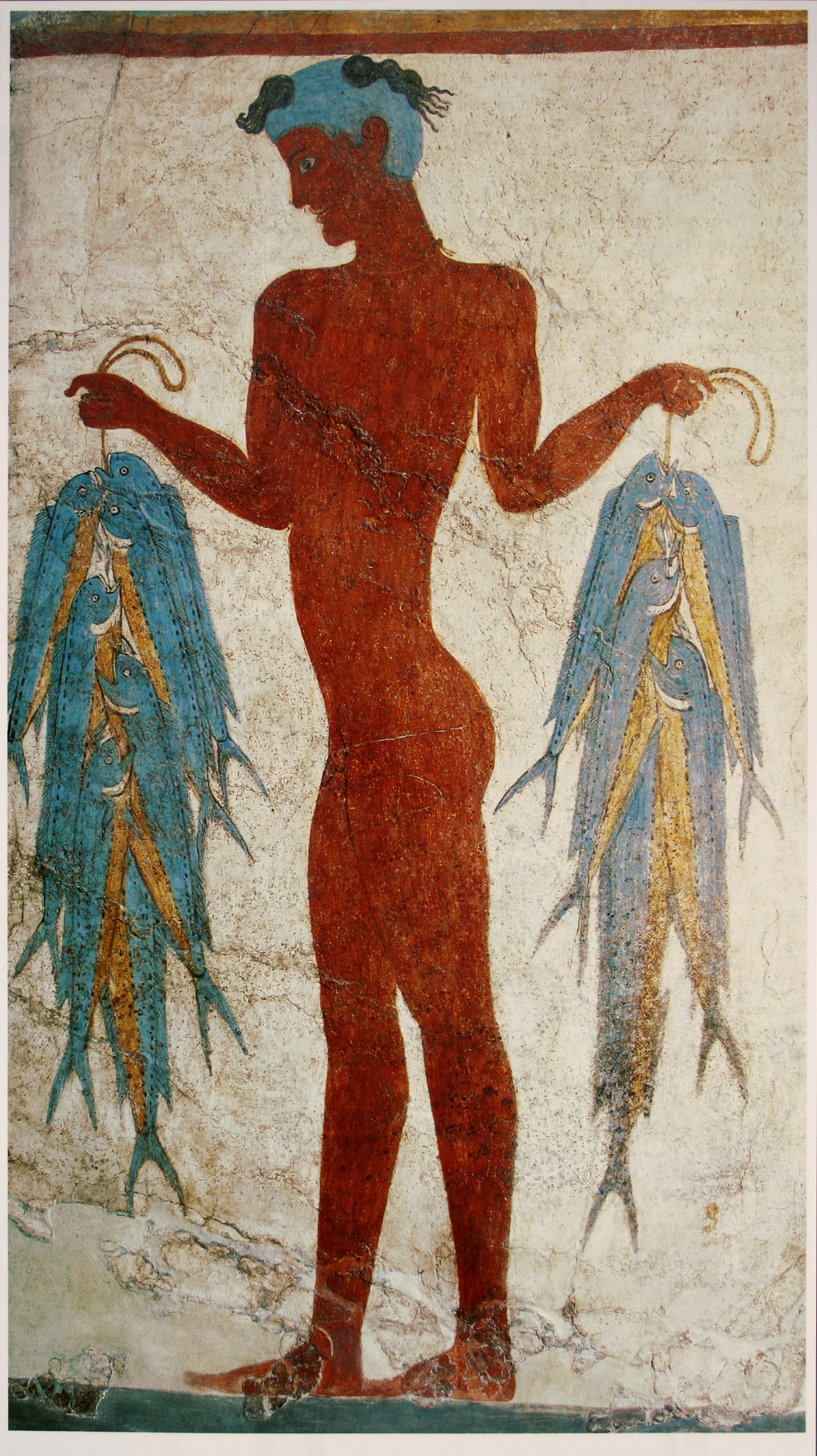
Junger Fischer mit Goldmakrelen, Fresko, Herkunft: Akrotiri (Minoische Kultur)

Der langgestreckte Körper erreicht eine Länge von 130 bis 180 Zentimetern. Der Schriftsteller Zane Grey soll 1930 bei Tahiti eine 57 Kilogramm schwere Goldmakrele gefangen haben, der offizielle Weltrekord liegt bei 39,46 Kilogramm. Durchschnittlich wiegen die Fische etwa 15 Pfund (6,80 Kilogramm), die Weibchen sind meist kleiner.

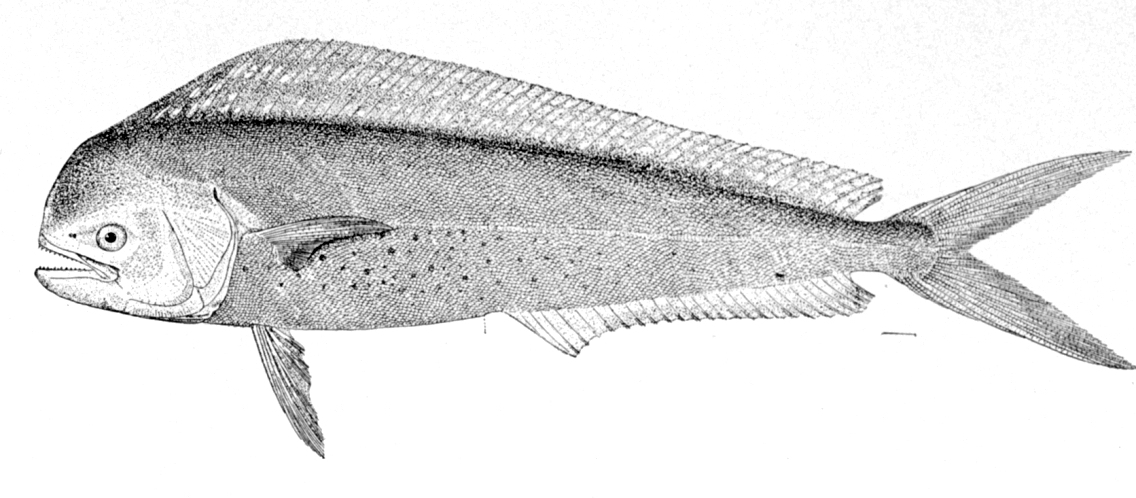
Reifes Männchen

Der Körper ist seitlich zusammengedrückt und besitzt kleine, runde, glatte Schuppen. Der Kopf hat einen vorspringenden Unterkiefer und eine hohe, nahezu senkrecht abfallende Stirn mit einem scharfen Kiel. Die Stirn der Männchen wird im Laufe der Jahre immer höher. Die kleinen, gekrümmten, spitzen Zähne stehen nicht nur im Kiefer, sondern auch im Gaumenbein und Pflugscharbein.
Auf dem Rücken befindet sich nur eine einzige, von 58 bis 66 Weichstrahlen gestützte Rückenflosse, die vom Nacken bis fast zum Schwanz reicht. Die Stachelstrahlen sind verkümmert. Die Afterflosse ist kürzer und wird von 25 bis 31 Weichstrahlen gestützt. Die Brustflossen sind kurz und sichelförmig, die Bauchflossen können teilweise in grubigen Vertiefungen am Bauch geborgen werden. Die Schwanzflosse ist lang und tief gegabelt.
Die Gemeine Goldmakrele ist an der Oberseite leuchtend blaugrün, an den Seiten heller, auf dem Bauch silberweiß. Auf dem Kopf und Rücken befinden sich einige blaue Tupfen. Die Rückenflosse ist purpurbläulich, die anderen Flossen bläulich, die Schwanzflosse gelb. Die Oberfläche zeigt häufig wechselnde purpur- und goldfarbene Reflexe. In Erregung sind manchmal auch dunkle Querbinden auf dem Rücken sichtbar. Die Farben verbleichen aber schnell, wenn der Fisch gefangen wird und aus dem Wasser kommt.

## Verhalten
Die Art kommt epipelagisch in tropischen und subtropischen Meeren vor, allerdings nirgends häufig. Im Herbst ist sie auch im Mittelmeer anzutreffen. Sie lebt einzeln oder in kleinen Schwärmen. Die Nahrung bilden verschiedene Oberflächenfische, daneben Krebse und Tintenfische. Mit Vorliebe jagt die Gemeine Goldmakrele Fliegende Fische. Bei der Jagd kann sie eine Geschwindigkeit von 60 Kilometer pro Stunde erreichen und zählt damit zu den schnellsten Fischen. Außerdem kann sie bei der Verfolgung der Fliegenden Fische bis zu sechs Meter weit aus dem Wasser springen.
Das Weibchen legt etwa 500.000 Eier. Die Jungfische sind besonders schlank und häufig quergebändert. Die charakteristische Kopfform ist noch nicht ausgeprägt. Die Gemeine Goldmakrele gilt als ausgezeichneter Speisefisch und ihr Fang ist bei vielen Sportfischern beliebt.

## Belege
1. ↑  Beide Namen bezeichneten denselben Fisch, einmal als „Anführer“, dann als „Pferdeschwanz“
2. ↑  Laut J. R. Norman, F. L. S. und F. C. Fraser: Riesenfische, Wale und Delphine, Verlag Paul Parey, Hamburg und Berlin, 1963.
3. ↑   Archivlink (Memento des Originals vom 17. Januar 2009 im Internet Archive)  Info: Der Archivlink wurde automatisch eingesetzt und noch nicht geprüft. Bitte prüfe Original- und Archivlink gemäß Anleitung und entferne dann diesen Hinweis.